# نرگس سبک‌تکین
نرگس سَبُکتَکین (زاده ۱۴ مهر ۱۳۸۱ خورشیدی) بازیکن فوتبال ایرانی است. وی زاده شهر اصفهان است و در حال حاضر (فصل ۰۴-۱۴۰۳) در پست هافبک برای تیم ملوان بندرانزلی بازی می‌کند. سبکتکین سابقه بازی در تیم‌های سپاهان اصفهان (به مدت ۲ سال) و ذوب‌آهن اصفهان (به مدت ۳ سال) را نیز در کارنامه دارد و در فصل ۰۳-۱۴۰۲ به مدت یک نیم‌فصل پیراهن پیکان را به تن داشت. 
او در این فصل شماره ۹۹ را بر تن می‌کند.
سبکتکین نخست لژیونر شد و با حضور در لیگ دسته اول ترکیه، به تیم تلسیز اسپور استانبول پیوست. این همکاری زیاد طول نکشید و سبکتکین در همان فصل به پیکان پیوست. با این حال در نیم‌فصل از پیکان جدا شد و با عقد قراردادی با ملوان، به این تیم رفت.

## گلزنی
| ردیف | تیم             | رقیب              | گل | فصل                    | هفته       | گزارش |
| ---- | --------------- | ----------------- | -- | ---------------------- | ---------- | ----- |
| ۱    | سپاهان          | ملی‌پوشان شهرکرد   |    | لیگ برتر ایران ۰۱–۱۴۰۰ | هفته هفتم  | [ ۴ ] |
| ۲    | سپاهان          | ملی‌پوشان شهرکرد   |    | لیگ برتر ایران ۰۱–۱۴۰۰ | هفته هفتم  | [ ۴ ] |
| ۳    | سپاهان          | ملی‌پوشان شهرکرد   |    | لیگ برتر ایران ۰۱–۱۴۰۰ | هفته هجدهم | [ ۵ ] |
| ۴    | پیکان           | پالایش گاز        |    | لیگ برتر ایران ۰۲–۱۴۰۱ | هفته سوم   | [ ۶ ] |
| ۵    | ملوان بندرانزلی | تام اصفهان        |    | لیگ برتر ایران ۰۴–۱۴۰۳ | هفته ششم   | [ ۷ ] |
| ۶    | ملوان بندرانزلی | طلایی طاران البرز |    | لیگ برتر ایران ۰۴–۱۴۰۳ | هفته هفتم  |       |

## تیم‌ملی
در تابستان سال ۱۴۰۰، مریم ایراندوست سرمربی وقت تیم‌ملی از وی دعوت به‌عمل آمد. اردوی تیم‌ملی پیش از مسابقات جام ملت‌های آسیا برگزار شد. با این‌حال از وی برای حضور در این رقابت‌ها دعوت نشد.